# Delogoždi

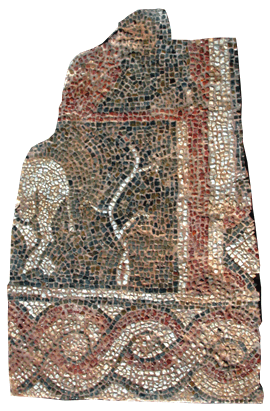
Mosaik der frühchristlichen St. Elija-Kirche aus dem 5. oder 6. Jahrhundert

Delogoždi (mazedonisch Делогожди; albanisch definit Dollogozhda, indefinit Dollogozhdë) ist ein Dorf in der Opština Struga im Südwesten Nordmazedoniens. Bis 2004 bildete Delogoždi den Hauptort der gleichnamigen Opština, die noch weitere Nachbardörfer umfasste. Bei den Reformen im Verwaltungswesen Mazedoniens wurde sie jedoch derjenigen der Stadt Struga angeschlossen.

## Geographie
Delogoždi liegt am Übergang zwischen dem nördlichen Teil der Ebene von Struga zum südlichen Bereich des Karaorman-Gebirges auf durchschnittlich 800 Meter über Meer. Der alte Dorfkern liegt unmittelbar vor dem Eingang eines Bachtales, das sich nach Norden zieht. Gleich westlich des Eingangs erhebt sich der bewaldete Südhang des Karaorman, während östlich ein kleiner Felsvorsprung liegt, der aus Kalkstein besteht und wo sich Macchien befinden. Der aus dem Tal fließende Bach teilt das Dorf in eine West- und in eine Osthälfte und mündet nach einigen Kilometern im Südwesten in den Schwarzen Drin.
Westlich des Dorfes ist die Ebene von Terra Rossa gekennzeichnet, welche von der Bevölkerung Kuqlina – von albanisch kuq: „rot“ – genannt wird. Dort wird unter anderem Getreide angebaut, doch meistens herrschen Weinreben vor. Die dort kultivierten Weintrauben haben einen sehr süßen Geschmack.
Auf der Kuqlina befindet sich der ausgetrocknete Bachlauf des Vromi, der in der Vergangenheit oft Erdrutsche verursachte. Seit 1950 wurde die Gefahr von Überschwemmungen und Erdrutschen jedoch kontinuierlich gemindert. Unter anderem ließ man einen mit Kastanien- und Pinienbäumen gesäumten Kanal bauen, sodass der Vromi nur mehr im Winter Wasser führt. Gleichzeitig begann man mit der Anpflanzung von Bäumen am Südhang des Karaorman-Gebirges, was ebenfalls zur Verminderung der Erdrutschgefahr führte.
Der Ohridsee ist etwa zehn Kilometer südlich entfernt.
Nachbardörfer sind im Norden Poum (5 km), im Osten Džepin (1,7 km) und Korošišta (2,7 km), im Süden Livada (3,3 km) und im Westen Dolno Tateši (3,6 km) und Gorno Tateši (4,9 km).

## Bevölkerung
Laut der Volkszählung 2021 hatte Delogoždi 1.714 Einwohner. Die ethnische Struktur war fast homogen: Von der Gesamtbevölkerung waren 1.668 Albaner. Die weiteren 46 gehörten anderen Volksgruppen an. Die Albaner gaben zudem als Religion den Islam an. Sie sprechen ausschließlich den gegischen Dialekt des Albanischen.

## Geschichte
Im Jahr 1873 hatte das Dorf 25 Familien mit 65 muslimischen Männern. Für das Jahr 1900 waren 730 Einwohner registriert, die allesamt muslimische Albaner waren.

## Wirtschaft
Zu den Hauptwirtschaftszweigen gehören die Landwirtschaft, die Viehzucht, die Milch- und Käsewirtschaft sowie die Imkerei. Jedoch befindet sich ein großer Teil der Bevölkerung in der Diaspora und verdient dort sein Einkommen. Die Arbeitslosenquote ist sehr hoch; wenige arbeiten in den restlichen Wirtschaftssektoren, dem Handel und dem Gewerbe, die vor allem in der Stadt Struga angesiedelt sind. Auch vom Tourismus und vom Gastgewerbe leben einige Beschäftigte.
Zwischen 1960 und vor dem Zusammenbruch Jugoslawiens war das Dorf vor allem für die Anpflanzung von Paprika und Tabak bekannt. Nachdem jedoch das Bewässerungssystem nicht mehr gewartet wurde, wurden weniger qualitative Produkte kultiviert, wie Luzernen und anderes Getreide.

## Infrastruktur

### Verkehr
Delogoždi ist nur einige Kilometer westlich der Nationalstraße M4 entfernt, die als Verbindung zwischen der mazedonischen Hauptstadt Skopje und dem Grenzübergang Qafë Thana zu Albanien fungiert. Sie ist über Džepin und Korošišta beim Dorf Mešeišta zu erreichen. Außerdem ist Delogoždi mit Velešta und somit mit der Landstraße Struga-Debar verbunden.

### Bildung
Die ersten Schulen in der Region entstanden nach dem Ersten Weltkrieg, als Mazedonien zum Königreich der Serben, Kroaten und Slowenen kam. In ihnen wurde jedoch ausschließlich Serbokroatisch unterrichtet. Der Wunsch nach Albanisch-Unterricht war unter der örtlichen Bevölkerung groß, dennoch konnte dies erst nach dem Zweiten Weltkrieg verwirklicht werden. In Delogoždi wurde die erste Schule jedoch erst 1969 eröffnet. 2001 wurde sie renoviert. Ihr Name wurde 2006 von Naim Frashëri zu Nuri Mazari-Komandant Struga umgeändert.

## Persönlichkeiten
- Nuri Mazari („Kommandant Struga“ genannt), Islam Veliu, Nuri Ahmeti und Belul Beluli, ehemalige Mitglieder der UÇK, wurden am 11. Juli 2005 durch die mazedonische Polizei exekutiert.